# Rotkehlguan

Verbreitungsgebiet des Rotkehlguan

Der Rotkehlguan (Pipile cujubi), Syn. Penelope cujubi ist eine Vogelart aus der Familie der Hokkohühner (Cracidae).
Die Art wurde als konspezifisch mit dem Trinidadguan (P. pipile), dem Blaukehlguan (P. cumanensis) und dem Blasskehlguan (P. grayi) angesehen und unter Trinidadguan subsumiert.
Der Vogel kommt im zentralen Amazonasbecken südlich des Amazonas in Brasilien und Bolivien vor.
Der Lebensraum umfasst tropischen und Mischwald mit mindestens 15 m hohen Bäumen, auch Galeriewald im Tiefland bis 700 m Höhe in Bolivien.
Der Artzusatz kommt von der Bezeichnung „Cujubi“ in den Tupí-Sprachen für einen grünen Guan (Pipile).

## Merkmale
Die Art ist 69–76 cm groß und wiegt 1100–1300 g. Sie ist überwiegend schwarz mit weißen Flecken auf den Flügeldecken, die Kopfkappe, das Gesicht und der Nacken sind weiß, ebenso leicht gefleckt der Kamm. Die ungefiederte Gesichtshaut ist hell blau, der Kehllappen rot. Die Brust trägt einzelne weiße Flecken. Die Iris ist dunkel bis schwärzlich, der Schnabel schwarz mit heller Basis. Die Beine sind rötlich-braun.
Die Kombination von blauer Gesichtshaut und rotem Kehllappen findet sich bei keinem anderen Guan im Verbreitungsgebiet. Vom Blaukehlguan (P. cumanensis) unterscheidet sich die Art durch die rote Färbung des Kehllappens.

## Geografische Variation
Es werden folgende Unterarten anerkannt:
- Pipile c. cujubi (Pelzeln, 1858), Nominatform, – mittleres und östliches Amazonasbecken (östlich der Ufer des Rio Madeira bis Nordpará)
- Pipile c. nattereri (Reichenbach, 1861)[7], – westliches Amazonasbecken bis äußerster Nordosten Boliviens, Kehllappen größer, Scheitel weißer und zahlreiche schwärzliche Flecken auf den Flügeln

Die Unterart P. c. Nattereri wurde auch als eigenständig angesehen oder als Unterart des Blaukehlguans (P. cumanensis) geführt.
Es wurden Hybride zwischen dem Blasskehlguan (P. grayi) und dem Rotkehlguan Pipile grayi x cujubi nachgewiesen.

## Stimme
Die Lautäußerungen werden als ähnlich denen des Blaukehlguans (P. cumanensis) beschrieben als ansteigende Folge klarer Pfeiftöne wie „uit, quiiu, bak-bak“, üblicherweise in den Morgenstunden. Dazu kommt eher am Abend geräuschvolles Flügelschlagen.

## Lebensweise
Die Art ist vermutlich ein Standvogel.
Die Nahrung besteht aus Früchten und Blüten, die zumeist in den Baumkronen, aber auch mal am Erdboden gesucht werden, gerne auch in Gruppen von bis zu 30 Individuen.

## Gefährdungssituation
Der Bestand gilt als gefährdet (Vulnerable) durch Bejagung und Habitatverlust.